# Pedro Cary
Pedro Miguel Fangueiro de São-Payo Cary, noto semplicemente come Pedro Cary (Faro, 10 maggio 1984), è un ex giocatore di calcio a 5 portoghese, campione europeo con la nazionale portoghese nel 2018.

## Carriera
Nel marzo del 2023 Cary ha annunciato il proprio ritiro al termine della stagione sportiva 2022-23.

## Palmarès

### Club
- Campionato portoghese: 6
Sporting CP: 2010-11, 2012-13, 2013-14, 2015-16, 2016-17, 2017-18
- Coppa del Portogallo: 5
Belenenses: 2009-10
Sporting CP: 2010-11, 2012-13, 2015-16, 2017-18, 2018-19
- UEFA Champions League: 1
Sporting CP: 2018-19

### Nazionale
- Campionato d'Europa: 1
Portogallo: 2018